# Aquila grigia il grande capo dei Cheyenne
Aquila grigia il grande capo dei Cheyenne (Greyeagle) è un film western statunitense del 1977 co-scritto e diretto da Charles B. Pierce.

## Trama
La storia è ambientata nel 1848, nel Territorio del Montana. John Coulter vive in pianura con sua figlia Beth e il suo amico Orso Scaltro. Quando Aquila grigia della tribù Cheyenne rapisce Beth sotto incarico del suo capo, egli e il suo amico Orso Scaltro si mettono in marcia per salvarla.

## Accoglienza
Su Variety venne pubblicata una recensione nella quale venne scritto che «ci sono abbastanza scatti di varietà, come nelle sequenze di combattimenti e nella sottotrama del folle eremita, per attirare l'interesse del pubblico», ma «Orso scaltro, interpretato da Iron Eyes Cody, è il risultato di un atteggiamento semplicistico e fondamentalmente razzista che Pierce ha nei confronti degli indiani. Orso scaltro è il passivo 'Injun', la figura di Warrior Tom. Poi ci sono i selvaggi ragamuffin che gridano, dipingono i loro volti e abusano delle loro pronunce come in "Me want 'em wampum"». Linda Gross del Los Angeles Times affermò: «La performance di Pierce è la cosa più orribile del suo film, che è palesemente banale ma di buon carattere, con scene colorate di duelli e rituali tribali.» Ray Conlogue di The Globe and Mail commentò: «La principale debolezza del casting è la sorella di Natalie Wood, Lana, che è molto legnosa in un ruolo importante», mentre Cord come Aquila grigia è «abbastanza piacevole. A conti fatti, 'piacevole' è una buona parola, e buona, per il film. È un passo migliore di un'epopea di sangue e piume, un film che sperava di avere un po 'di integrità pur rimanendo commerciabile, e in qualche modo ha gestito entrambi.» Pino Farinotti infine lo giudicò un «film realizzato nel solenne scenario del Montana su una trama un po' fumettistica (figlia segreta di un pellerossa contesa da altri indiani), ma comunque piacevole e ben confezionata.»